# Орбай, Кязым
Мехмет Кязым Орбай (тур. Mehmet Kâzım Orbay; 11 марта 1887, Смирна, Османская империя — 3 июня 1964, Стамбул, Турция) — турецкий военный и государственный деятель; генерал-полковник (1935), сенатор. Начальник Генерального штаба вооружённых сил Турции (12 января 1944 — 30 июля 1946).

## Биография
Окончил Имперскую школу военной инженерии. В чине лейтенанта артиллерии в 1904 году начал службу в армии Османской империи. После окончания военного училища в 1907 году, стал офицером штаба. В 1908 году прошёл подготовку на военных курсах в Германии. Участвовал в Балканской войне.
Занимал пост главного адъютанта Военного министра Оттоманской империи и служил Энвер-паше в годы Первой мировой войны. Был представителем Османской империи при афганском правительстве в 1915 году.
Активный участник войны за независимость Турции (1920—1922).
Занимал несколько командных должностей в армии Восточного фронта. Сражался на Кавказе, в ходе второй греко-турецкой войны принимал участие в битве при Думлупынаре.
С 1926 года — трёхзвёздный генерал, заместитель Генерального штаба вооружённых сил Турции.
В 1928—1929 гг. служил начальником Генерального штаба королевства Афганистан. Вернувшись в Турцию, занимал высокие военные посты, в 1935 году получил звание четырёхзвёздного генерала.
В 1930—1935 гг. — командующий турецкой жандармерией. В 1935—1943 гг. — командующий 3-й турецкой армией.
С января 1944 по июль 1946 года — начальник Генерального штаба вооружённых сил Турции. Член Высшего военного совета Турции.
Окончил военную карьеру 6 июля 1950 года. После государственного переворота в Турции (1960) избирался сенатором (с 1961), в 1961 году исполнял обязанности председателя Великого национального собрания Турции.
Умер от рака желудка в Анкаре. Похоронен на Турецком государственном кладбище.
Был женат на сестре Энвера-паши.